# Wiosnówka pospolita
Wiosnówka pospolita (Draba verna L.) – gatunek rośliny z rodziny kapustowatych. Tradycyjnie gatunek zaliczany był do rodzaju wiosnówka Erophila. We współczesnych bazach taksonomicznych rodzaj ten włączany jest jako podrodzaj (subgen. Erophila) do rodzaju głodek (Draba). W Polsce gatunek zwykle jest szeroko ujmowany, ale w randze odmian lub podgatunków odnotowano w kraju taksony, w innych ujęciach podnoszone do rangi gatunków (Draba praecox, D. spathulata, D. verna, D. majuscula).

## Rozmieszczenie
Występuje w Afryce Północnej (Algieria, Maroko, Tunezja), całej Europie oraz w zachodniej Azji. Jako gatunek introdukowany rośnie w strefie klimatu umiarkowanego w Ameryce Północnej i Południowej, w Australii i Nowej Zelandii oraz na Wyspach Japońskich.
W Polsce wiosnówka jest dość pospolita, jest rzadsza lub lokalnie jej brak w górach i w północno-wschodniej części kraju.

## Morfologia

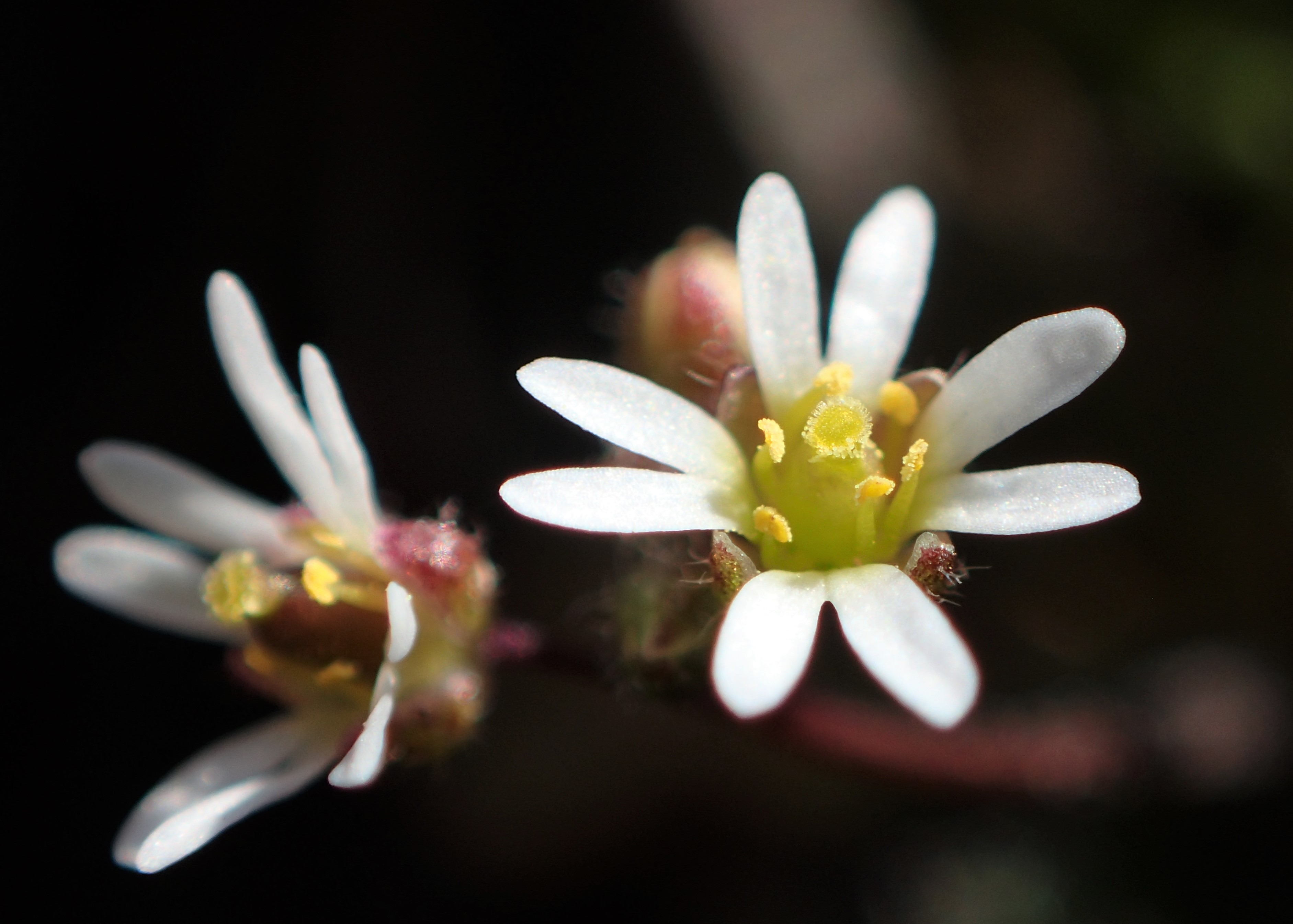
Kwiaty

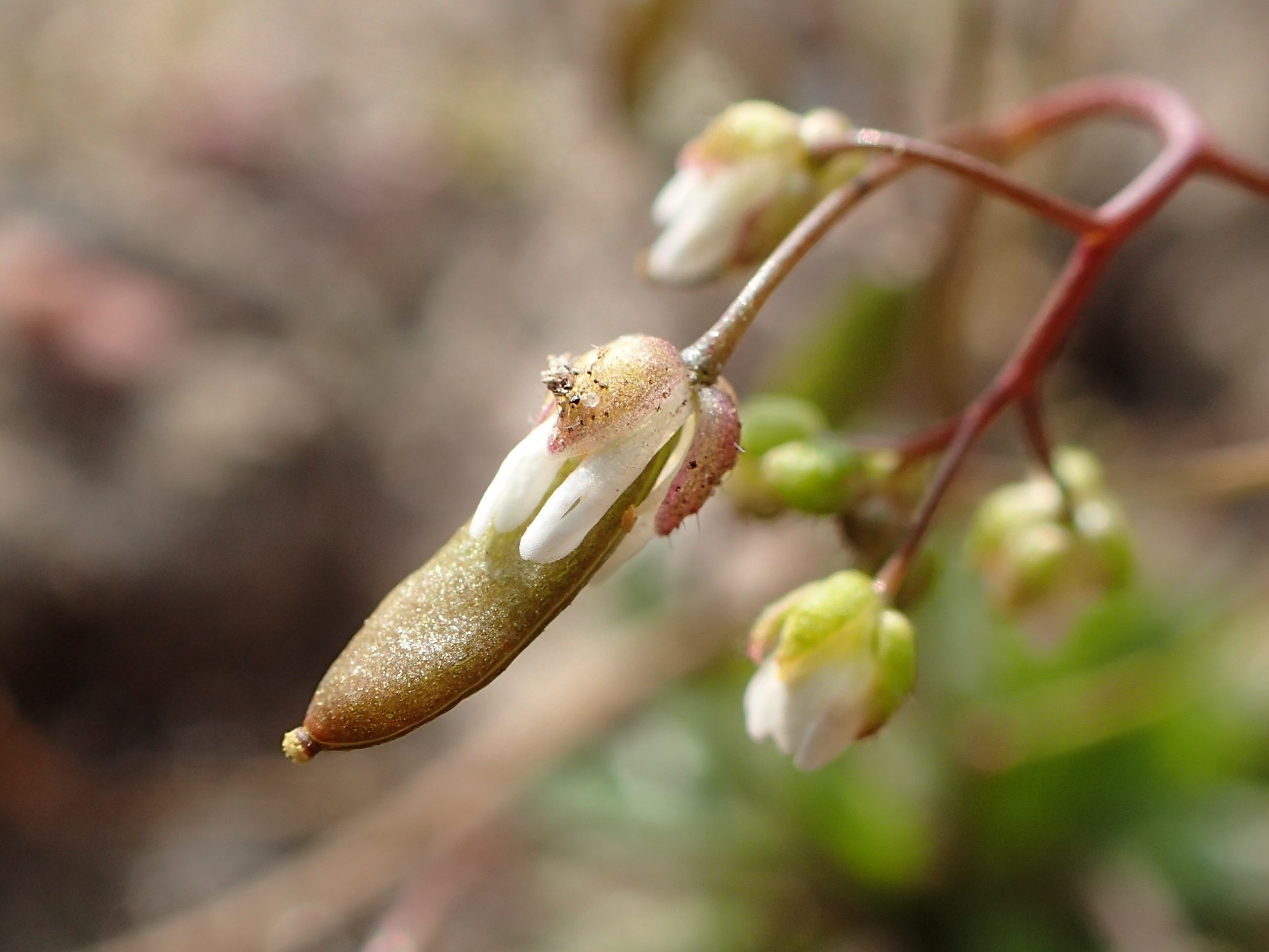
Owoc

PokrójDrobna roślina zielna o wysokości od 2 do zwykle 10 cm, rzadko do 15 cm.
ŁodygaNiepozorna, bezlistna, u dołu lekko owłosiona, nierzadko z nasady pędu wyrasta kilka łodyg.
LiścieLiście lancetowatojajowate lub łopatkowate skupione w płaskiej rozetce rozpostartej tuż przy ziemi. Pokryte pojedynczymi oraz 2- i 3-dzielnymi włoskami.
KwiatyNiewielkie, zebrane w groniastym kwiatostanie szczytowym. Działki kielicha i płatki korony w liczbie 4. Płatki są białe lub różowawe, rozcięte głęboko do 1/3 długości. Pręcików jest 6.
OwoceŁuszczynki zmiennych kształtów – od eliptycznych do prawie okrągłych i rozmiarów (od ok. 2 do 15 mm długości). Kształt i rozmiary łuszczyny należą do cech diagnostycznych taksonów wewnątrzgatunkowych (alternatywnie traktowanych też jako odrębne gatunki).

## Biologia i ekologia
Roślina jednoroczna, zarówno jara, jak i ozima. Kwitnie od marca do maja. Rozwija się na glebach piaszczystych, gruboziarnistych, przepuszczalnych. Spotykana zwykle na przydrożach, suchych murawach, piaszczyskach, skałach, murach, skarpach, odłogach i polach. W klasyfikacji zbiorowisk roślinnych gatunek charakterystyczny dla Ass. Cerastio-Androsacetum septentrionalis.